# 朱伊巴爾縣
朱伊巴爾縣（波斯語：‎）位於伊朗馬贊德蘭省，首府為朱伊巴爾，總面積為285.50平方公里，該縣於1997年從卡姆沙赫爾縣分離出來成為一個獨立的縣。
根據2006年的伊朗人口普查數據顯示總人口為70,204人。2011年數據顯示為73,554人。2016年數據顯示總人口為77,576人。